# 음악학
음악학(音樂學, musicology, Musikwissenschaft)은 음악에 관해 연구하는 학문 분야이다. 즉, 음악학은 음악과 관련된 모든 측면에 대한 이해·성찰·연구이다. 이를 위해 인문학, 사회과학, 문화학, 그리고 자연과학적인 방법을 동원한다. 음악학의 작업은 이론적인 것, 즉 언어적 기술과 표현이다. 그러므로 음악학의 역할이 음악에 대한 지식의 중재와 소통이라고 하기도 한다.

## 하부 분야
귀도 아들러(1855–1941)가 역사적 음악학과 체계적 음악학으로 분류했다. 그 후 글랜 헤이든(1896–1966)과 프리드리히 블루메(1893–1975)가 종족음악학을 추가해, 현재까지 일반적으로 이 분류법이 통용되고 있다:
- 역사적 음악학: 음악사학, 기보법, 작곡 기법, 작곡 양식, 음악사조, 음악 수용사
- 체계적 음악학: 음악 이론, 분석, 음악심리학, 음악 인지, 음악 치료, 음향학, 음악미학, 음악사회학, 대중음악 연구,
- 종족음악학: 민족음악학

최근, 체계적 음악학 중 인지학적으로 접근하는 분야를 인지적 음악학이라는 명칭을 사용하기도 한다.

## 같이 보기
- 음악
- 문화연구